# D'agosto moglie mia non ti conosco
D'agosto moglie mia non ti conosco è un proverbio diffuso in molte zone d'Italia e d'Europa. In questa forma compare il detto popolare più contemporaneo di una lunga serie di proverbi antichi che consigliavano ai mariti di non strafare e di non stancarsi troppo nel periodo caldo.
Già Esiodo ricordava che quando sbocciava l'estate le mogli sono tutte calde e i mariti fiacchi, e consigliava come rimedio il vino di Biblo e un luogo riparato all'ombra. Anche il poeta Alceo confermava che le donne, in agosto, sono piene di desiderio mentre gli uomini mostrano ben poco vigore.